# 山梨県立科学館
山梨県立科学館（やまなしけんりつかがくかん）は、山梨県甲府市にある県立の科学館。

## 概要
以前は甲府城（舞鶴城）の敷地内に｢山梨県立青少年科学センター｣として所在したが、建物の老朽化と甲府城の復元工事が行なわれることになったため、1998年に山梨県立愛宕山こどもの国に移転し、リニューアルした。
館内はプラネタリウムや大型の天体望遠鏡、各種展示室や実験・工作室などを備えている。また、これらの設備を使用した観望会や展示会なども行なわれている。

## 主な施設
スペースシアター
2010年3月にリニューアルし、光学式プラネタリウム・メガスターIIA「Kaisei」、デジタルプラネタリウム・ステラドームプロ、スペースエンジン・ユニビューを連動させたプレアデスシステムを全国で初めて導入された。定員は160名。
展示室
「歴史的科学者10人の研究室をめぐる」がコンセプト。サイエンスプレイ、自然、生命、科学技術、地球、宇宙の6分野がある。
マルチメディアコーナー
土日・祝日・長期休み期間にプログラミング教室を開催。
あそびの部屋
幼児と保護者が靴を脱いで遊べる幼児コーナーと、幼児から参加できるクラフトコーナーがある。また、授乳室には2つカーテンで仕切られている空間がある。その他、オムツ替えコーナー、ベビーキーパー付きトイレ、幼児用トイレ、背丈の低い子供用の手洗い場もある。
天体観測室
20cmクーデ式望遠鏡をはじめ、20cmカセグレン式望遠鏡や10cm屈折式望遠鏡などが、直径6mの観測ドームの中に備えられている。また、観測室の前には展望テラスがあり、甲府盆地を一望できる。
サイエンスショーブース
座席は38席あり、立ち見でも観覧可能。ショーの内容は当日サイエンスショーブースに掲示される。
実験・工作室
各種実験や、ものづくりの体験学習を行なうことができる。
多目的ホール
主に夏休み期間中などの特別企画展（期間限定・別料金の場合あり）の会場になる。
ミュージアムショップ
宇宙雑貨や実験グッズ、プラネタリウムに関連した書籍などが販売されている。
レストラン
ショップの奥に軽食レストランがある。食べ物の持ち込みは不可。
展望テラス
科学館の南側にあるテラス。甲府盆地を一望することができ、晴れている日には富士山も見られる。
円形ひろば
科学館メインエントランスを出たところにある広場。広場の中には科学に関する遊具が設置してある。

## 開館時間
- 開館時間 : 9時30分～17時00分（入館は16時30分まで）

※夏休み期間は9時00分～17時30分まで（入館は17時00分まで）
- 休館日 : 原則として第1～3月曜日（月曜日が祝日の場合は原則として火曜日。GWや夏休み、冬休み、春休み期間中を除く。その他、不定期に休館日となる場合がある）、年末年始、臨時休館日

## 料金
- 入館料 一般・大学生：520円、小・中・高校生：220円、未就学児：無料
- スペーシシアター観覧料　一般・大学生：310円、3歳以上～高校生：120円、3歳未満：無料
- 年間パスポート（1年間）　一般・大学生：2,070円、小・中・高校生：850円

※団体（20名以上）の入館料は、一般・大学生：420円、小・中・高校生：170円。
※65歳以上の人（年齢確認ができるものを持参する必要がある）、障害者手帳も持っている人及び介助者1名は、入館料が無料となる。
※土曜日は高校生以下が入館無料、11月20日（県民の日）は無料開放。

## 交通アクセス
- 甲府駅北口より徒歩30分（遊歩道を使い、愛宕山を登るルート）
- 金手駅より徒歩25分（愛宕山の尾根・住宅街を登るルート）
- 土日祝日は甲府駅北口から科学館行き路線バス（山梨交通）を運行（片道／大人210円・子供110円）。
・運行日／土・日・祝日・夏休み期間
・乗り場／JR甲府駅北口2番線
・甲府駅北口発／9時00分～17時00分の13時をのぞく1時間ごと
・科学館発／9時30分～17時30分の13時30分をのぞく1時間ごと
※科学館行き路線バスを利用した場合、入館料とスペースシアター観覧料が団体料金となる（バス内で配布される乗車証明証が必要）。ただし、セット券は割引対象外となる。
- 中央自動車道甲府昭和インターチェンジより車15分